# Hans-Wolf Dorias
Hans-Wolf Dorias (* 14. Januar 1947 in Leisnig) ist ein ehemaliger Lehrer und Volkskammerabgeordneter für die CDU.

## Leben
Dorias wuchs in Leisnig auf, wo er von 1953 bis 1963 die Hans-Beimler-Oberschule besuchte. Anschließend wechselte er auf eine erweiterte Oberschule, wo er bis 1967 das Abitur mit Berufsausbildung zum Werkzeugmacher ablegte. Danach studierte Dorias an der Pädagogischen Hochschule „Nadeschda Krupskaja“ in Halle die Schulfächer Biologie und Chemie. 1971 schloss er das Studium als Diplomlehrer ab. Im Anschluss daran wurde Dorias an der Polytechnischen Oberschule (POS) Dr. Salvador Allende in Großweitzschen als Lehrer für Biologie und Chemie eingesetzt. In der Zeit der politischen Wende in der DDR trug man Dorias im Jahr 1990 zunächst das Amt des Kreisschulrates im Kreis Döbeln an. 1992 wechselte er als Schulrat auf das Staatliche Schulamt nach Grimma, wo er bis 1999 arbeitete. Danach wirkte Dorias bis zum Eintritt in die Altersteilzeit 2009 als Schulreferent im Regionalschulamt Dresden. Seit 2012 ist Dorias Altersrentner.

## Politischer Werdegang
Dorias wurde 1967 im Alter von 20 Jahren Mitglied der CDU. Nachdem er durch seine Tätigkeit an der Großweitzschener POS auch in dem Ort lebte, wurde er 1978 erstmals Mitglied des Gemeinderates Großweitzschen, dem er für die CDU bis 1990 angehörte. Zu den ersten freien Volkskammerwahlen 1990 kandidierte Dorias im Wahlbezirk Leipzig auf Listenplatz 8. Da die CDU 13 Mandate im Wahlbezirk erringen konnte, zog Dorias als CDU-Abgeordneter in das letzte DDR-Parlament ein. Über weitere Parteiämter ist nichts bekannt.